# IC 3938
IC 3938 је појединачна звијезда у сазвјежђу Береникина коса која се налази на листи објеката дубоког неба у Индекс каталогу.
Деклинација објекта је + 18° 45' 9" а ректасцензија 12h 58m 25,7s.